# Hyperechia fera
Hyperechia fera är en tvåvingeart som beskrevs av Wulp 1872. Hyperechia fera ingår i släktet Hyperechia och familjen rovflugor. Inga underarter finns listade i Catalogue of Life.